# Grabarka (gmina Milejczyce)
Grabarka – wieś w Polsce, położona w województwie podlaskim, w powiecie siemiatyckim, w gminie Milejczyce. Leży nad rzeką Nurczyk.
Według Powszechnego Spisu Ludności z 1921 roku wieś zamieszkiwało 70 osób, wśród których 2 było wyznania rzymskokatolickiego, 65 prawosławnego a 3 mojżeszowego. Jednocześnie 2 mieszkańców zadeklarowało polską przynależność narodową, 65 białoruską a 3 żydowską. Było tu 20 budynków mieszkalnych.
W latach 1975–1998 miejscowość należała administracyjnie do województwa białostockiego.
Wierni kościoła rzymskokatolickiego należą do parafii św. Stanisława w Milejczycach.
Uwaga: Nie mylic z drugą, bardziej znaną Grabarką (z górą krzyży) w gminie Nurzec-Stacja, oraz z  trzecią Grabarką w gminie Nurzec-Stacja. Wszystkie trzy Grabarki są stosunkowo blisko siebie.